# Sędziejowice-Kolonia
Sędziejowice-Kolonia – wieś w Polsce położona w województwie łódzkim, w powiecie łaskim, w gminie Sędziejowice.
| SIMC    | Nazwa     | Rodzaj    |
| ------- | --------- | --------- |
| 0712440 | Emilianów | część wsi |

W latach 1975–1998 miejscowość administracyjnie należała do województwa sieradzkiego.